# Ivana Andrlová
Ivana Andrlová (* 28. října 1960 Vysoké Mýto) je česká herečka.

## Herecká kariéra
Po studiu na Pražské konzervatoři hrála v Divadle Jiřího Wolkera (dnešní Divadlo v Dlouhé). Od 90. let 20. století střídavě působila v různých pražských hereckých souborech.
Do širší divácké povědomosti vstoupila rolí Alenky ve volné televizní trilogii Podnájemníci (1976), Otec nebo bratr (1978) a Dopis psaný španělsky (1980) režiséra Františka Filipa. Děj pojednává o trampotách dvou osiřelých sourozenců, třináctileté Alenky a třiadvacetiletého Zbyňka (kterého hrál Jaromír Hanzlík), a vychází ze zvláštní situace rodiny, v níž si sourozenci navzájem musí nahradit rodiče. K jejím dalším význačným rolím patří Liduška, dcera majora Zemana v seriálu 30 případů majora Zemana (1978–1979).
Od počátku své herecké dráhy byla výraznou představitelkou chytrých a inteligentních televizních princezen, např. v pohádce Princové jsou na draka (1980), kde si zahrála po boku Jana Čenského, a dalších dívčích rolí, zejména v televizních filmech a seriálech. Od poloviny 70. do konce 80. let byla jednou z nejčastěji obsazovaných hereček jak v televizních filmech a inscenacích, tak i ve filmu. V tomto období byla typickou filmovou představitelkou dospívající dívky a kladné hrdinky (téměř Robinsonky jako z románu Marie Majerové), a v této poloze ztvárnila mnoho rolí.
Od počátku 90. let 20. století působila ve filmu a televizi málo a jen v menších rolích. Na začátku 90. let, po narození dcery, krátce podnikala v oblasti zdravého životního stylu a hubnutí, čímž započal její ústup z televizních obrazovek. V roce 2013 však úspěšně navázala rolí Alžběty v seriálu Sanitka 2 v režii Filipa Renče. V současné době je na volné noze a působí jako členka Divadelní společnosti Háta, kterou spoluzakládala a kde hraje například roli Zuzany v hudební komedii Světáci podle stejnojmenného filmu. V roce 2013 získala též nepěveckou roli v muzikálu Lucie.
Působí také v dabingu. Za svůj dabingový výkon v titulní postavy v americkém seriálu Ally McBealová získala v roce 2001 Cenu Františka Filipovského. Postavy ztvárněné Calistou Flockhartovou namluvila i v dalších seriálech a filmech. Mezi další spjaté herečky patří také Natalia Oreiro.
V České televizi vystupovala společně s hercem Zbyškem Pantůčkem a moderátorem Alešem Cibulkou v pořadu věnovaném českému jazyku O češtině.

## Osobní život
I když se narodila ve Vysokém Mýtě, žila a vyrůstala v nedaleké Chocni. Ivana Andrlová byla životní partnerkou herce Ivana Vyskočila, se kterým má dceru Michaelu (* 1990).

## Filmografie

### Televize
- Podnájemníci (1976, TV film)
- Zůstanu s tebou! (1977, TV film)
- Klukovina (1977, TV film)
- Co je s tebou, Lenko? (1977, TV film)
- Otec nebo bratr (1978, TV film)
- Miluji Tě (1978, TV film)
- 30 případů majora Zemana (1978–1979, seriál)
- Dopis psaný španělsky (1980, TV film)
- Mít tak holku na hlídání (1980, TV film)
- Princové jsou na draka (1980, TV film)
- Příliš mladí na lásku (1980, TV film)
- Dnes v jednom domě (1980, seriál)
- Arabela (1980, seriál)
- Burácení s Burácem (1981, TV film)
- Mezičas (1981, TV film)
- Písemky (1981, TV film)
- Výlety (1981, TV film)
- Zuzana je naše (1981, TV film)
- Hlavní výhra (1982, TV film)
- Plášť Marie Terezie (1982, TV film)
- Dobrá Voda (1982, seriál)
- Kouřová clona (1983, TV film)
- Lešanské jesličky (1983, TV film)
- Výlet do velkého světa (1983, TV film)
- Létající Čestmír (1983, seriál)
- Chytrá princezna (1984, TV film)
- Tři princezny tanečnice (1984, TV film)
- Sanitka (1984, seriál)
- Bambinot (1984, seriál)
- A co ten ruksak, králi? (1985, TV film)
- Lucie a Marta (1985, TV film)
- O chytrém Honzovi (1985, TV film)
- Pusu, pusu, pusu! (1985, TV film)
- Slavné historky zbojnické (1985, seriál)
- Co takhle svatba, princi? (1986, TV film)
- Prstýnek bez kamínku (1986, TV film)
- Případ Kolman (1986, TV film)
- Sardinky aneb Život jedné rodinky (1986, TV film)
- Vánoční Růženka (1986, TV film)
- Ať přiletí čáp, královno! (1987, TV film)
- Drahá tetičko (1987, TV film)
- Polom v bezvětří (1987, seriál)
- Kverulantka (1988, TV film)
- O zrzavé Andule (1988, TV film)
- Přejděte na druhou stranu (1988, seriál)
- Malé dějiny jedné rodiny (1988, seriál)
- Chlapci a chlapi (1988, seriál)
- Přiměřená večeře (1989, TV film)
- Pernikářka a větrný mládenec (1990, TV film)
- Kučírek versus Kučírek (1991, TV film)
- Víla z jeskyně zla (1991, TV film)
- Náhrdelník (1992, seriál)
- Marie Růžička (1994, TV film)
- Omyl děda Vševěda (1995, TV film)
- Milenka dvou pánů (1997, TV film)
- Veselé vánoční hody (1999, TV film)
- Pra pra pra (2000, seriál)
- Zázračné meče (2001, TV film)
- Ordinace v růžové zahradě (2005–2006, seriál)
- Škodná (2007, TV film)
- Trapasy (2007, seriál)
- Vyprávěj (2007, seriál)
- Sanitka 2 (2013, seriál)
- Stopy života (2013–2014, seriál)
- Všechny moje lásky (2015, seriál)
- Přístav (2015–2017, seriál)
- Drazí sousedé (2016, seriál)
- V.I.P. vraždy (2018, seriál)
- Ulice (2024, seriál)

### Film
- Sólo pro starou dámu (1979)
- Princ a Večernice (1979)
- Zralé víno (1981)
- Monstrum z galaxie Arkana (1982)
- Zelená vlna (1982)
- Vítr v kapse (1983)
- Za humny je drak (1983)
- Mladé víno (1986)
- Dům (2011, český dabing)
- Jedlíci aneb Sto kilo lásky (2013)
- Tajemství pouze služební (2016)